# 요코보리역
요코보리역(일본어: 横堀駅)은 일본 아키타현 유자와시에 위치한 동일본 여객철도 오우 본선의 철도역이다. 단선 · 섬식의 형태를 합친 2면 3선 구조의 복합 승강장을 갖춘 지상역이다.

## 타는 곳
| 1 | ■ 오우 본선 | (상행) | 신조 방면                     |
| 2 | ■ 오우 본선 | (하행) | 유자와 · 요코테 · 아키타 방면 |
| 3 | ■ 오우 본선 |        | 대피선 (현재는 하행 1개만)    |

## 이용 현황
| 승차 인원 추이 | 승차 인원 추이 |
| 연도           | 1일 평균       |
| -------------- | -------------- |
| 2000           | 347            |
| 2001           | 317            |
| 2002           | 299            |
| 2003           | 255            |
| 2004           | 241            |
| 2005           | 282            |
| 2006           | 308            |
| 2007           | 313            |
| 2008           | 298            |
| 2009           | 270            |
| 2010           | 248            |
| 2011           | 233            |
| 2012           | 235            |

## 역 주변
- 요코보리 온센
- 유자와 시 오가치 문화회관
- 유자와 시 오가치 청사
- 국도 제13호선

## 인접 역
| 동일본 여객철도 오우 본선 | 동일본 여객철도 오우 본선 | 동일본 여객철도 오우 본선 |
| ------------------------- | ------------------------- | ------------------------- |
| 인나이 신조 방면          | ■ 오우 본선               | 미쓰세키 아키타 방면      |